# Toni Lydman
Toni Lydman (ur. 25 września 1977 w Lahti) – fiński hokeista, reprezentant Finlandii, dwukrotny olimpijczyk.

## Kariera
- Kiekkoreipas U16 / Kiekkoreipas U18 (1992–1995)
- Reipas Lahti U20 (1994–1995)
- Reipas Lahti (1995–1996)
- Tappara (1996–1998)
- HIFK (1998–2000)
- Calgary Flames (2000–2004)
- HIFK (2004–2005)
- Buffalo Sabres (2005–2010)
- Anaheim Ducks (2010–2013)

Wychowanek klubu Kiekkoreipas. Od lipca 2010 zawodnik Anaheim Ducks, związany trzyletnim kontraktem. Po jego wypełnieniu, w sierpniu 2013 zakończył karierę zawodniczą i zamieszkał w Espoo. Łącznie w lidze NHL rozegrał 12 sezonów.
Uczestniczył w turniejach mistrzostw świata w 1998, 1999, 2000, 2002, 2003, Pucharu Świata 2004, zimowych igrzysk olimpijskich 2006, 2010.

## Sukcesy
Reprezentacyjne
- Złoty medal mistrzostw Europy juniorów do lat 18: 1995
- Srebrny medal mistrzostw świata: 1998, 1999
- Brązowy medal mistrzostw świata: 2000
- Srebrny medal Pucharu Świata: 2004
- Srebrny medal zimowych igrzysk olimpijskich: 2006
- Brązowy medal zimowych igrzysk olimpijskich: 2010

Klubowe
- Srebrny medal mistrzostw Finlandii: 1999 z HIFK
- Mistrzostwo konferencji NHL: 1986, 1989, 2004 z Calgary Flames
- Clarence S. Campbell Bowl: 1986, 1989, 2004 z Calgary Flames
- Mistrzostwo dywizji NHL: 2007, 2010 z Buffalo Sabres, 2013 z Anaheim Ducks
- Presidents’ Trophy: 2007 z Buffalo Sabres

Indywidualne
- SM-liiga 1999/2000:
  - Najlepszy obrońca sezonu (Trofeum Pekki Rautakallio)
  - Skład gwiazd sezonu